# Янин, Василий Григорьевич
Василий Григорьевич Янин (род. 29 июля 1951, Сызрань, Куйбышевская область) — советский и российский государственный деятель, первый секретарь Сызранского горкома КПСС (1987 — 1991 год), глава администрации / мэр города Сызрань (1992 — 2004 год).

## Биография
С 1966 года член ВЛКСМ
Окончил ПТУ-17, по распределению райкома комсомола работал автослесарем в автотранспортном комбинате
Два года срочной службы в Советской Армии
1972 — 1973 год слесарь-сборщик на заводе «Сызраньсельмаш»
1973 — 1977 год уволился с завода и окончил дневное отделение факультета «технология машиностроения» Куйбышевского политехнического института
1977 — 1982 год вернулся на завод «Сызраньсельмаш» на котором занимал должности мастер, начальник смены, заместитель начальника цеха
1982 — 1986 год по партийной линии занимал посты заместителя секретаря, секретарь заводского парткома КПСС «Сызраньсельмаш»
1986 — 1987 год председатель Сызранского городского комитета народного контроля
1987 — 1991 год первый секретарь Сызранского горкома КПСС
1990 — 1993 год избран народным депутатом и председателем Сызранского городского совета народных депутатов (Горсовета) 
1992 — 1996 год назначен главой администрации Сызрани
1994 — 2016 год депутат Самарской губернской думы, с последующим переизбранием, по одномандатному сызранскому избирательному округу № 17, депутат 1-го, 2-го, 3-го, 4-го, 5-го созывов, заместитель председателя по местному самоуправлению 
1 декабря 1996 году избран мэром городского округа Сызрань, 2 июля 2000 года, переизбран мэром 
7 октября 2004 года на выборах мэра Сызрани во втором туре уступил пост с разрывом в 15 голосов Виктору Хлыстову
В 2004 — 2005 годах находился в судебном противостоянии с новоизбраным Главой Сызрани Виктором Хлыстовым, впоследствии отказавшись от исковых требований, занял должность вице-президента Группы СОК. При поддержки финансовых групп «Волгабурмаш» и «Группы СОК», при поддержки Справедливой России имел политическое противостояние с Виктором Сазоновым за место председателя Самарской Губернской думы.
До 18 сентября 2016 был депутатом Самарской губернской думы 5-го созыва на постоянной основе, заместителем председателя комитета по местному самоуправлению, членом комитета по ЖКХ нефтехимии, топливно-энергетическому комплексу и охране окружающей среды.

## Звания и награды
Имеет звания: почётный профессор «Самарского государственного университета», почётный доктор «Самарского государственного технического университета», почётный гражданин города Сызрань
- Орден «Знак Почёта»
- Орден Дружбы (Россия)
- Орден преподобного Сергия Радонежского 3-й степени
- Медаль святого благоверного князя Данила Московского

## Семья
Женат, имеет двух сыновей, супруга Ирина Васильевна — директор центра дошкольного образования АНО «Домашний детский сад», сын Игорь и Виктор 1979 г.р. — 8 сентября 2013 года по партийному списку партии Единая Россия избран депутатом Сызранской городской думы 6-го созыва. Третий сын Валерий 1975 г.р. с 2000 года работал председателем совета директоров ОАО КБ «Земский Банк», в декабре 2004 года погиб в автокатастрофе.
В официальных сведениях о доходах за 2012 год, указал что владеет двумя земельными участками, квартирой в совместной собственности с супругой, внедорожником первого поколения Kia Sorento BL. Супруга Ирина — владеет тремя земельными участками, жилым домом, двумя квартирами одна из которых в совместной собственности с мужем Василием Яниным, двумя гаражами и тремя нежилыми помещениями.